# Muzeul „Vasile Pârvan” din Bârlad
Muzeul „Vasile Pârvan” este un muzeu județean din Bârlad, amplasat în Str. Vasile Pârvan nr. 1, care poartă numele istoricului și arheologului Vasile Pârvan. Clădirea muzeului este declarată monument istoric, având codul VS-II-m-A-06745. 

## Istoric
Înființat în 10 aprilie 1914, a primit denumirea de Muzeul „Vasile Pârvan” în 1957. A debutat cu secția de arheologie-istorie-numismatică și pinacotecă. În anul 1956 a fost înființată secția de științele naturii, iar în 1965 secția denumită „Oameni de seamă ai Bârladului”. Muzeul a fost creat la inițiativa profesorului Stroe S. Belloescu și a câtorva intelectuali bârlădeni. Pe parcursul existenței muzeului, colecțiile sale s-au îmbogățit grație donațiilor provenite din partea unor mari personalități. În 1993 s-a deschis Muzeul Colecțiilor, în cadrul căruia sunt expuse șase colecții donate pe parcursul celor 84 de ani de preot stavrofor Gheorghe Ursăcescu, prof. Ion Chiricuță, dr. Marcel Vainfeld, col. ing. Ion Negoescu, actrița Clody Bertola, prof. George Ivașcu.  

## Structură
Muzeul deține mai multe sedii, cel principal fiind Palatul central, monument de secol al XIX-lea, fost sediu al Prefecturii județului Tutova. Alte sedii sunt Casa Sturdza, monument datând din 1818, fostă casă particulară, și Casa Miclescu, din secolul al XIX-lea, fostă casă particulară.  
În muzeu sunt conservate și expuse piese de arheologie (depozit de bronzuri, artă statuară neolitică, bijuterii din secolele III - IV), numismatică (tezaure romane și medievale), istorie (documente, cărți, arme și accesorii din secolele VII - VIII, piese privind personalități bârlădene), artă (pictură, sculptură, mobilier și tapiserii, ceramică, porțelan, sticlă, bijuterii din secolele XVII - XVIII). Deține bunuri culturale clasate în patrimoniului cultural național (cca. 1600 în 2012). Din 2006 s-a deschis un Observator astronomic, în 2009 un planetariu și din 2011 un cinematograf 3D.